# Heterodrilus ursulae
Heterodrilus ursulae is een ringworm uit de familie van de Naididae. De wetenschappelijke naam van de soort is voor het eerst geldig gepubliceerd in 2001 door Sjölin & Erséus.